# بندژاژ
بندژاژ، روستایی از توابع بخش نمشیر شهرستان بانه در استان کردستان ایران است.

## جمعیت
این روستا در دهستان کانی سور قرار دارد و براساس سرشماری مرکز آمار ایران در سال ۱۳۸۵، جمعیت آن ۲۱۱ نفر (۳۹خانوار) بوده‌است.ولی طبق آخرین تحقیق ها به علت مهاجرت و شهر نشینی رشد منفی داشته و در سال (۱۴۰۰) تعداد خانوار به (۳۰) و تعداد افراد این روستا (۱۴۵) نفر بوده است